# Mas-Mas
Mas-Mas is een bestuurslaag in het regentschap Centraal-Lombok van de provincie West-Nusa Tenggara, Indonesië. Mas-Mas telt 4219 inwoners (volkstelling 2010).